# Esteban Andrada
Esteban Andrada (San Martín, 27 de janeiro de 1991) é um futebolista argentino que atua como goleiro. Atualmente, joga pelo Monterrey.

## Carreira

### Lanús
Esteban Andrada se profissionalizou no Club Atlético Lanús‎, em 2010. Ele integrou o Club Atlético Lanús‎ na campanha vitoriosa da Copa Sul-Americana de 2013. Também atuou na Copa Libertadores de 2017, cujo foi finalista.

### Boca Juniors
Em 2018, Andrada se transferiu para o clube xeneize.

## Títulos
Lanús
- Copa Sul-Americana: 2013
- Campeonato Argentino: 2016
- Copa del Bicentenario: 2016

Boca Juniors
- Supercopa Argentina: 2018
- Campeonato Argentino: 2019–20